# NGC 6801
NGC 6801 est une galaxie spirale située dans la constellation du Cygne. Sa vitesse par rapport au fond diffus cosmologique est de 4 205 ± 12 km/s, ce qui correspond à une distance de Hubble de 62,0 ± 4,4 Mpc (∼202 millions d'al). NGC 6788 a été découverte par l'astronome américain Lewis Swift en 1886.
La classe de luminosité de NGC 6801 est III-IV et elle présente une large raie HI.
À ce jour, une dizaine de mesures non basées sur le décalage vers le rouge (redshift) donnent une distance égale à 48,860 ± 6,510 Mpc (∼159 millions d'al), ce qui est légèrement à l'extérieur des valeurs de la distance de Hubble. Notons cependant que c'est avec la valeur moyenne des mesures indépendantes, lorsqu'elles existent, que la base de données NASA/IPAC calcule le diamètre d'une galaxie et qu'en conséquence le diamètre de NGC 6801 pourrait être d'environ 28,6 kpc (∼93 300 al) si on utilisait la distance de Hubble pour le calculer.

## Supernova
Deux supernovas ont été découvertes dans NGC 6801 : SN 2011df et SN 2015af.

### SN 2011df
Cette supernova a été découverte le 21 mai 2011 par les astronomes amateurs canadien Jack Newton et américain Tim Puckett. Cette supernova était de type Ia.

### SN 2015af
Cette supernova a été découverte le 9 aout 2015 par l'astronome amateur italien Paolo Campane du groupe ISSP (Italian Supernovae Search Project). Cette supernova était de type II.